# Insula Preparis
Insula Preparis  este o insulă situată in Marea Andaman și în Golful Bengal,
aparținând Myanmarului. Se află 77 km.  la sud-vest din Insulele Cocos și 133 la sud cu punctul cel mai apropiat al coastei birmane.
Preparis are 7 km lungime și o lățime maximă de 1,8  și este acoperită cu o densă junglă tropicală,
cu o înălțime maximă de 81 m.

## Istorie
Insula a fost nelocuită pâna în secolul al XIX-lea. Atunci, a fost loc de refugiu și cazare pentru  al 78-lea Regiment
"Highlander" după ce vasul lor Frances Charlotte s-a scufundat în fața coastei a insulei.